# Здібний учень (фільм)
«Здібний учень» (англ. Apt Pupil) — американський драматичний трилер 1998 року режисера Браяна Сінгера з Бредом Ренфро і Ієном Маккелленом в головних ролях, заснований на однойменній повісті Стівена Кінга зі збірки «Чотири сезони». Прем'єра картини відбулася 9 вересня 1998 року в рамках Венеціанського кінофестивалю.
Історія дивних взаємин американського школяра і колишнього нацистського злочинця.

## Сюжет
Шістнадцятирічний юнак Тодд Боуден — найкращий учень у своєму класі. Коли на уроці історії в школі розповідають про Голокост, він дуже сильно захоплюється цією темою і починає багато читати про Другу світову війну і концентраційні табори. Просуваючись у своїх дослідженнях, Тодд випадково виявляє, що його літній сусід, знаний як Артур Денкер, насправді Курт Дюссандер — нацистський військовий злочинець, який в роки війни служив комендантом концтабору. Школяр не видає Дюссандера, а, залякуючи його загрозою викриття, змушує розповідати про знищення людей.
Минає кілька місяців, Тодд проводить багато часу у старого, слухаючи його розповіді, і поступово дедалі більше втягується в його минуле. Він навіть спеціально дістає уніформу оберштурмбаннфюрера СС і змушує свого співрозмовника приміряти її. Батькам Тодд пояснює, що читає підсліпуватому сусідові вголос газети і книги. Несподівано для себе хлопець потрапляє в пастку. Тепер уже Дюссандер загрожує Тодду в разі викриття тягнути і його самого на дно, детально розповівши, що Тодд цілий рік близько спілкувався з нацистським військовим злочинцем, добре знаючи про його минуле. Під впливом бесід з Дюссандером, в школяра прокидається жорстокість, його починають переслідувати видіння концентраційних таборів. Успішність Тодда сильно гіршає, і шкільний наставник Едвард Френч викликає його батьків до школи. Курт Дюссандер береться допомогти своєму юному другові. Він вирушає до школи і видає себе за дідуся Тодда, але натомість вимагає від школяра, щоб в кінці семестру той здав всі свої випускні іспити на відмінно. Тодд спочатку вважає, що ця вимога нездійсненна, але попри те щосили береться за навчання, і йому це вдається.
До Дюссандера на вулиці пристає бродяга і просить у нього пару послуг і трохи грошей; старий запрошує його в свій будинок і всаджує в спину ніж. Тут Дюссандер наздоганяє серцевий напад. Він дзвонить Тодду, той прибігає до старого, і йому доводиться добити бродягу і підчистити сліди.
Дюссандера відвозять до лікарні. Там його пізнає колишній в'язень концтабору. Викриття нацистського злочинця стає надбанням преси, його фотографії потрапляють в газети. Тодд змушений виправдовуватися, батькам він говорить, що нічого не знав про минуле старого. У свою чергу, шкільний наставник Френч впізнавши «дідуся» свого учня, не вірить Тодду. Тодд у відповідь погрожує наставнику звинуваченнями в сексуальних домаганнях, перед якими той відступає. В цей час в лікарні Курт Дюссандер накладає на себе руки за кілька хвилин до відправлення в Ізраїль для суду.

## У ролях
- Бред Ренфро — Тодд Боуден
- Ієн Маккеллен — Курт Дюссандер
- Девід Швіммер — Едвард Френч
- Енн Дауд — Моніка Боуден
- Брюс Девісон — Річард Боуден
- Джеймс Карен — Віктор Боуден
- Джо Мортон — Ден Річлер
- Майкл Берн — Бен Крамер
- Гізер Маккомб — Беккі Траск
- Джошуа Джексон — Джої

## Цікаві факти
- Після того, як Стівен Кінг дізнався, що його повість збирається екранувати Браян Сінгер, він продав права за 1$. Крім того, автор виконав камео — роль одного з гостей на випускній церемонії.
- Як одну з фотографій Курта Дюссандера часів Другої світової війни було використано фотографію рейхсфюрера СС Генріха Гіммлера, обличчя якого замінили на обличчя актора Ієна Маккеллена.
- В кінокартині «Здібний учень» є кілька посилань до минулого режисера Браяна Сінгера. Наприклад, він використав у фільмі імена реальних людей (вчителів, які навчали його в рідній школі в Нью-Джерсі). Талісман баскетбольної команди Тодда Боудена та її кольори (зелений і жовтий) — аналогічні тим, що були в школі Сінгера. Крім того, номер на футболці Тодда (85) збігається з роком, коли режисер отримав диплом про середню освіту.
- Прем'єра фільму була відкладена на деякий час, адже в Американській кіноасоціації (МПАА) виникли питання у зв'язку зі сценою в школі душі, в якій фігурує оголений Бред Ренфро (актору не було шістнадцяти років на момент зйомок). В підсумку картина отримала від MPAA прокатний рейтинг R.
- Незадовго до прем'єри Ренфро був заарештований поліцією через підозру в зберіганні марихуани та кокаїну. 15 січня 2008 року Ренфро помер від передозування героїном у віці 25 років.